# Wezembeek-Oppem
Wezembeek-Oppem ([ˈweːzəmbeːkɔpəm]ⓘ) là một đô thị ở tỉnh Vlaams-Brabant, ten kilometres east of the centre of Brussels. Đô thị này chỉ bao gồm thị xã Wezembeek-Oppem proper. Tại thời điểm ngày 1 tháng 1 năm 2006,  Wezembeek-Oppem có tổng dân số 13.504 người. Tổng diện tích là 6,82 km² với mật độ dân số là 1.980 người trên mỗi km².